# كين تايلور (لاعب كرة قدم)
كين تايلور (بالإنجليزية: Ken Taylor)‏ (15 مارس 1931 في المملكة المتحدة - 1 أبريل 2016)، لاعب كرة قدم بريطاني في مركز الدفاع. لعب مع بلاكبيرن روفرز ونادي موركامب ونادي  شيلدز الشمالية ‏.

## وصلات خارجية
- كين تايلور (لاعب كرة قدم) على موقع قاعدة بيانات كرة القدم.إي يو (الإنجليزية)